# Ǫ̀
Ǫ̀ (minuscule : ǫ̀), appelé O accent grave ogonek, est une lettre latine utilisée dans l’écriture du han, sekani, tagish et tlicho.
Il s’agit de la lettre O diacritée d’un accent grave et d’un ogonek.

## Représentations informatiques
Le O accent grave ogonek peut être représenté avec les caractères Unicode suivants : 
- précomposé et normalisé NFC (latin étendu B, diacritiques) :

| formes    | représentations | chaînes de caractères | points de code | descriptions                                              |
| --------- | --------------- | --------------------- | -------------- | --------------------------------------------------------- |
| capitale  | Ǫ̀               | Ǫ◌̀                    | U+01EA U+0300  | lettre majuscule latine o ogonek diacritique accent grave |
| minuscule | ǫ̀               | ǫ◌̀                    | U+01EB U+0300  | lettre minuscule latine o ogonek diacritique accent grave |

- décomposé et normalisé NFD (latin de base, diacritiques) :

| formes    | représentations | chaînes de caractères | points de code       | descriptions                                                          |
| --------- | --------------- | --------------------- | -------------------- | --------------------------------------------------------------------- |
| capitale  | Ǫ̀               | O◌̨◌̀                   | U+004F U+0328 U+0300 | lettre majuscule latine o diacritique ogonek diacritique accent grave |
| minuscule | ǫ̀               | o◌̨◌̀                   | U+006F U+0328 U+0300 | lettre minuscule latine o diacritique ogonek diacritique accent grave |